# Biserica „Sf. Nicolae” din Ștefăneștii de Sus
Biserica „Sf. Nicolae” din Ștefăneștii de Sus este un monument istoric aflat pe teritoriul satului Ștefăneștii de Sus, comuna Ștefăneștii de Jos. În Repertoriul Arheologic Național, monumentul apare cu codul 105446.01.